# Omar Wehbe
Pour les articles homonymes, voir Wehbe.
Omar Wehbe (en arabe : وهبي عمر,) (né le 15 août 1944 à Buenos Aires en Argentine) et mort le 2 février 2019, est un joueur de football international argentin d'origine libanaise. Il évoluait au poste d'avant-centre.

## Biographie
Surnommé El Turco, en rapport avec ses origines du Proche-Orient, il dispute son premier match professionnel avec le Club Atlético Vélez Sarsfield le 19 décembre 1965. Il est connu pour avoir fini goleador (meilleur buteur) du Torneo Nacional 1968 avec 13 buts, année où « El Fortín » conquiert également le premier trophée professionnel de son histoire, celui de champion d'Argentine. 
Plusieurs blessures l'obligent à mettre un terme à sa carrière prématurément, à l'âge de 27 ans.

## Palmarès

### Club
| Titre           | Club            | Pays      | Année |
| --------------- | --------------- | --------- | ----- |
| Torneo Nacional | Vélez Sarsfield | Argentine | 1968  |

### Individuel
| Distinction     | Club            | Pays      | Année | Buts |
| --------------- | --------------- | --------- | ----- | ---- |
| Meilleur buteur | Vélez Sarsfield | Argentine | 1968  | 16   |